# Hermandad de la Entrada Triunfal (Córdoba)
La Hermandad y Cofradía de Nuestro Padre Jesús de los Reyes en su Entrada Triunfal en Jerusalén, María Santísima de la Victoria y Nuestra Señora de la Palma, más popularmente conocida como la Hermandad de la Borriquita, es una Hermandad de culto católico que tiene su sede canónica en la Real Parroquia de San Lorenzo Mártir. Realiza su Estación de Penitencia en la mañana del Domingo de Ramos, y es por tradición la que inaugura la Semana Santa de Córdoba, pues es la primera hermandad que discurre por la Carrera Oficial.

## Historia
Los principales antecedentes de la Hermandad se sitúan en 1944, con la creación de una Cofradía en la Iglesia de San Juan y todos los Santos. Ésta, fundada en torno a la advocación de la Entrada triunfal de Jesús en Jerusalén, realizó su primera Estación de Penitencia en la tarde del Domingo de Ramos de 1945. Cabe destacar, en esta etapa inaugural, el esfuerzo de Rafael Sánchez Núñez al que se puede considerar como fundador de la hermandad. Tras la estación de penitencia del Domingo de Ramos del 25 de marzo de 1945 la hermandad se prolongará realizándola hasta 1956. En estos años iniciales, destacan aspectos, inusuales en la actualidad, tales como la participación en el cortejo procesional de niños vestidos con trajes de Primera Comunión, el horario vespertino de la salida procesional (alrededor de las 5 de la tarde), así como la variación del día a realizar la estación de penitencia, motivada por las inclemencias meteorológicas. 
Durante esta primera década la actividad interna no va a resultar demasiado intensa. De tal manera que, en 1957, se lleva a cabo la disolución de la cofradía por la Junta General de la Agrupación de Cofradías, suponiendo la supresión de su salida procesional, debido al desorden y falta de dignidad necesaria que solía reinar en sus filas.
El 9 de febrero de 1963, se aprobaron las nuevas reglas de los Estatutos de la nueva Hermandad. La sanción de las mismas se debe, en gran medida, al impulso de Monseñor Manuel Fernández-Conde (Obispo de la diócesis en ese momento), quien dos años atrás transmite al, por entonces presidente de la Agrupación de Hermandades y Cofradías, Fernando Fernández de Córdova y Martel, su deseo de que la hermandad vuelva a reconstituirse. Por otra parte, el empeño de un grupo de antiguos alumnos del colegio Salesiano va a antojarse decisivo a tenor de que la  Hermandad del Prendimiento, vinculada a la institución salesiana, se va a hacer cargo de la salida procesional de la Borriquita a partir del citado Domingo de Ramos de 1963, por lo que vuelve a erigirse en el Santuario de María Auxiliadora de los Padres Salesianos encargando a Martínez Cerrillo una nueva talla del señor. Durante casi tres lustros se va a ir produciendo un auge progresivo de la corporación, en el seno de su sede salesiana, que va a ir reflejándose en el paulatino incremento de su cortejo procesional.
Sin embargo, en 1977, a pocos días antes de la Semana Santa, la Hermandad se vio obligada a abandonar la Iglesia de María Auxiliadora ante el cambio de actitud de los PP. Salesianos (Hermanos mayores de la hermandad del Prendimiento), trasladándose a Real Iglesia de San Lorenzo  donde su párroco, el Rvdo. Valeriano Orden, la acepta y se hace cargo provisionalmente la Agrupación de Hermandades y Cofradías de Córdoba de su dirección y organización. A partir de ese año la Agrupación le da la organización a la Hermandad del Remedio de Ánimas, que la sitúa como su filial. En 1982 deja de ser filial del Remedio de Ánimas, adquiriendo su propia personalidad independiente y organizando sus propios desfiles y nombrándose su Junta de Gobierno. 
Se modifica en parte la advocación de la imagen de Nuestro Padre Jesús de los Reyes en su Entrada Triunfal en Jerusalén y se incorpora una antigua imagen de María Santísima de la Victoria que, restaurada y bendecida este mismo año, realizó Estación de Penitencia en la mañana del Domingo de Ramos en su propio paso. En 1983 se cambió el diseño del escudo de la Hermandad, y en 1984 se estrenó un nuevo paso barroco, con cuatro ángeles de madera policromada en las esquinas, para Nuestro Padre Jesús de los Reyes, obra de Miguel Arjona Navarro. 
En 1993 se incorporó a la Hermandad la imagen de Nuestra Señora de la Palma por mediación del fraile Fray Ricardo de Córdoba, y al año siguiente, procesionó por primera vez con la Cofradía.  María Santísima de la Victoria pasó a partir de entonces a recibir culto como Titular letífica.

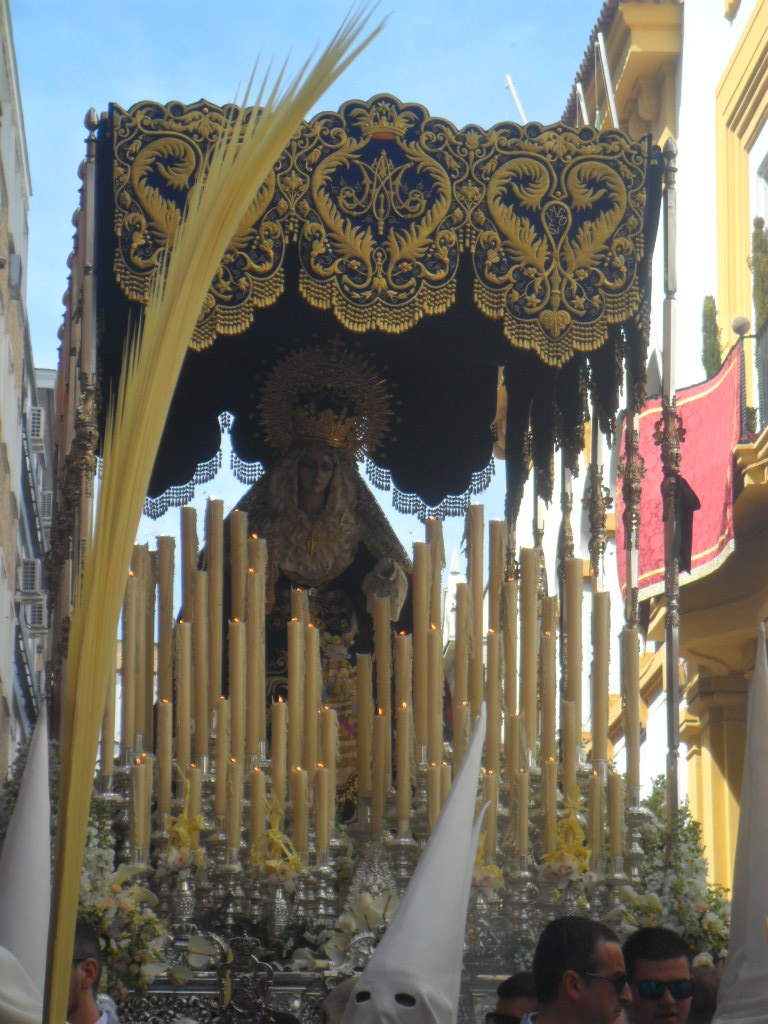
Nuestra Señora de la Palma sobre su paso de palio.

En enero de 2007 comenzaron las obras de restauración de la Iglesia de San Lorenzo, las cuales provocaron el cierre de la parroquia durante poco más de dos años. A lo largo de este tiempo, la Hermandad guareció a sus Sagrados Titulares en la Iglesia de Santa Marina, excepto para la Semana Santa, que eran trasladados hasta su Casa de Hermandad, ubicada en aquel entonces en la calle Escañuela (en las inmediaciones de la Facultad de Derecho), para comenzar la Estación de Penitencia desde allí. Una vez restaurada su sede canónica, sus titulares volvieron a recibir culto en ésta y a realizar su salida desde la misma.  Cabe destacar también que, a partir del Domingo de Ramos de este año el paso del Señor comenzó a incorporar nuevas imágenes para conformación de un paso misterio, las cuales son obra del imaginero Sebastián Montes, y entre las que se encuentran varios apóstoles como San Juan, Santiago y San Pedro, dos niños y varias mujeres hebreas.  El misterio se dio por finalizado en el año 2011.
Precisamente para el Domingo de Ramos de ese año, la Junta de Gobierno tomó la decisión de incluir la Mezquita-Catedral dentro de su recorrido, siendo la primera vez que bajaba con sus dos Titulares pasionistas hasta el entorno del casco histórico de la ciudad.  Sin embargo, para el año siguiente decidió no repetir este ejercicio, debido en gran parte a la pérdida de cortejo infantil que supuso este alargamiento del itinerario de la Estación de Penitencia el año anterior.

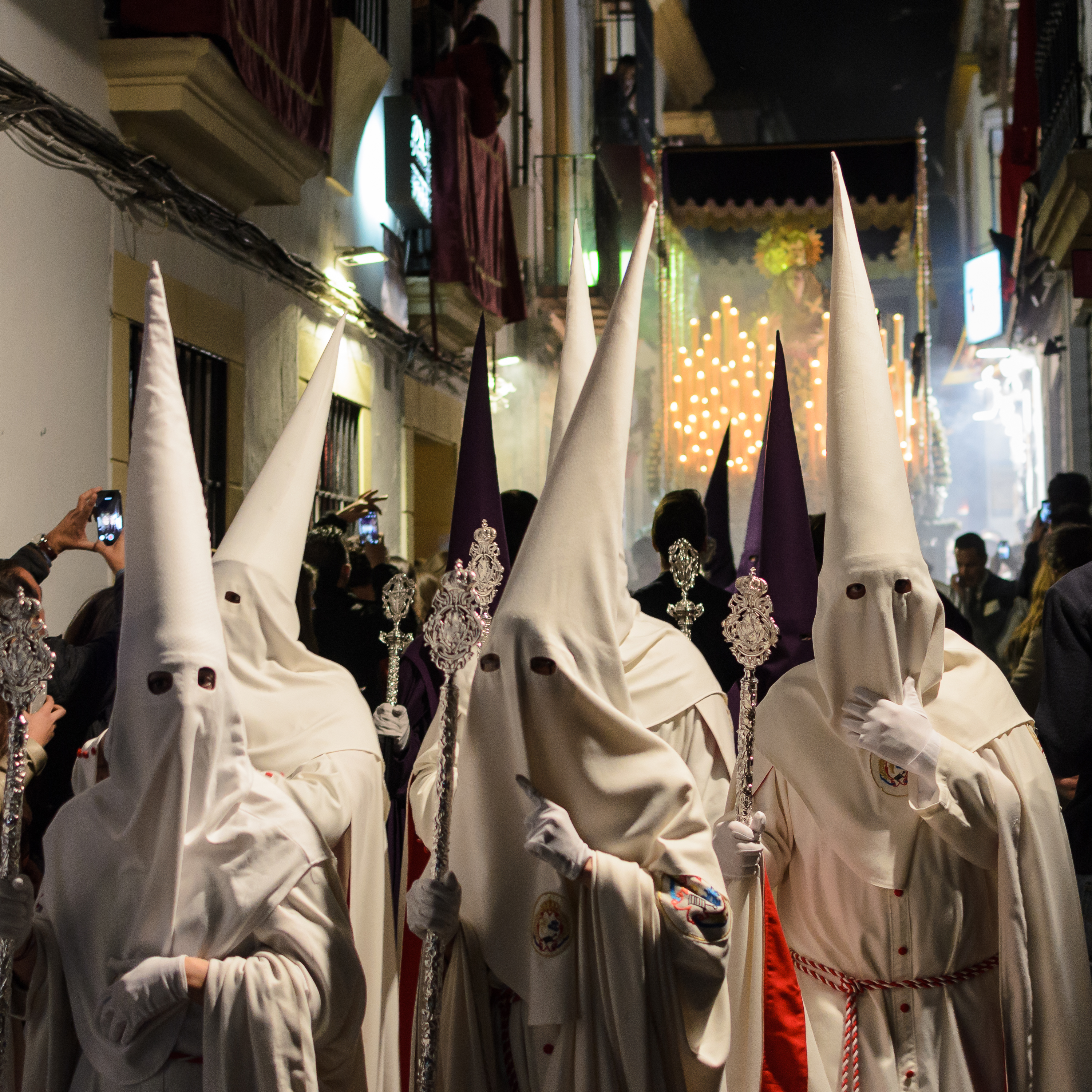
Nazarenos de la Hermandad acompañando a la Hermandad del Calvario, en la tarde-noche del Miércoles Santo.

En el año 2013 la Hermandad celebró sus 50 años desde que se convirtió en la corporación que inauguraba la Semana Santa de Córdoba.
En 2016, y después de que todas las Hermandades decidieran incluir la Mezquita-Catedral dentro de su itinerario, la Junta de Gobierno decidió trasladar a sus dos Titulares hasta el primer templo de la Diócesis una semana antes de la Semana Santa, con el objetivo de que empezaran su Estación de Penitencia desde allí. Desgraciadamente, ya el Domingo de Ramos, y aunque la Hermandad pudo hacer su salida, tuvo que refugiarse en el Instituto Luis de Góngora debido a las inclemencias meteorológicas que hicieron acto de presencia cuando la corporación discurría por la Carrera Oficial.  Al año siguiente, y tras el cambio de la Carrera Oficial al entorno e interior de la Mezquita-Catedral, la Hermandad volvió a hacer su tradicional salida desde San Lorenzo.
En 2018 se conmemoró el XXV Aniversario de la inclusión de Nuestra Señora de la Palma a la Hermandad. Se celebraron distintos actos, destacando el rosario vespertino que llevó a la Dolorosa al Santuario de María Auxiliadora. debido a esta celebración, el domingo de Ramos de ese mismo año se atavió a Nuestra Señora de la Palma de forma especial a como se acostumbra con su manto rojo. La hermandad de la Merced le cedió su manto blanco adamascado en oro, en cariñoso homenaje al manto del mismo color con el que se la vistió por primera vez, y una saya del mismo color.  
A principios de 2022 se aprueba y modifica el escudo corporativo, siendo obra del artista cordobés Rafael de Rueda. Sería en este mismo año cuando se aprobaría la realización de un nuevo paso procesional para Nuestro Padre Jesús de los Reyes, diseño y obra de Fernando Alcalá Morales. La primera fase de la carpintería fue estrenada en la Estación de Penitencia del año 2024.

## Sagrados Titulares

### Nuestro Padre Jesús de los Reyes en su Entrada Triunfal en Jerusalén
La imagen de Nuestro Padre Jesús de los Reyes presenta una posición sedente, permitiéndole ser colocado tanto sentado en una silla como a lomos del asno en el que procesiona cada Domingo de Ramos. 
Fue tallada por el reconocido imaginero Juan Martínez Cerrillo, quien además realizó al menos una restauración de la obra. 
A lo largo del tiempo, la imagen ha experimentado diversos cambios debido a las restauraciones a las que ha sido sometida. Estos procesos han marcado diferencias significativas entre su aspecto original y el actual, adaptándose a las necesidades y criterios artísticos de cada época. La imagen original era de talla completa y miraba a uno de los laterales, hasta que en 1963 el mismo Martinez Cerrillo creo una nueva talla con el rostro parecido, al igual que las manos y pies. También creó un nuevo asno sobre el que el señor miraba al frente y no de lateral, como hasta entonces había hecho. Posteriormente la talla del señor pasa a ser articulable eliminando la túnica tallada para ser configurada como imagen de candelero. En el año 1992, la imagen fue restaurada nuevamente, esta vez por el escultor y restaurador Miguel Ángel González Jurado, que eliminó y sustituyó zonas de escayola del cabello que estaban más deteriorados.

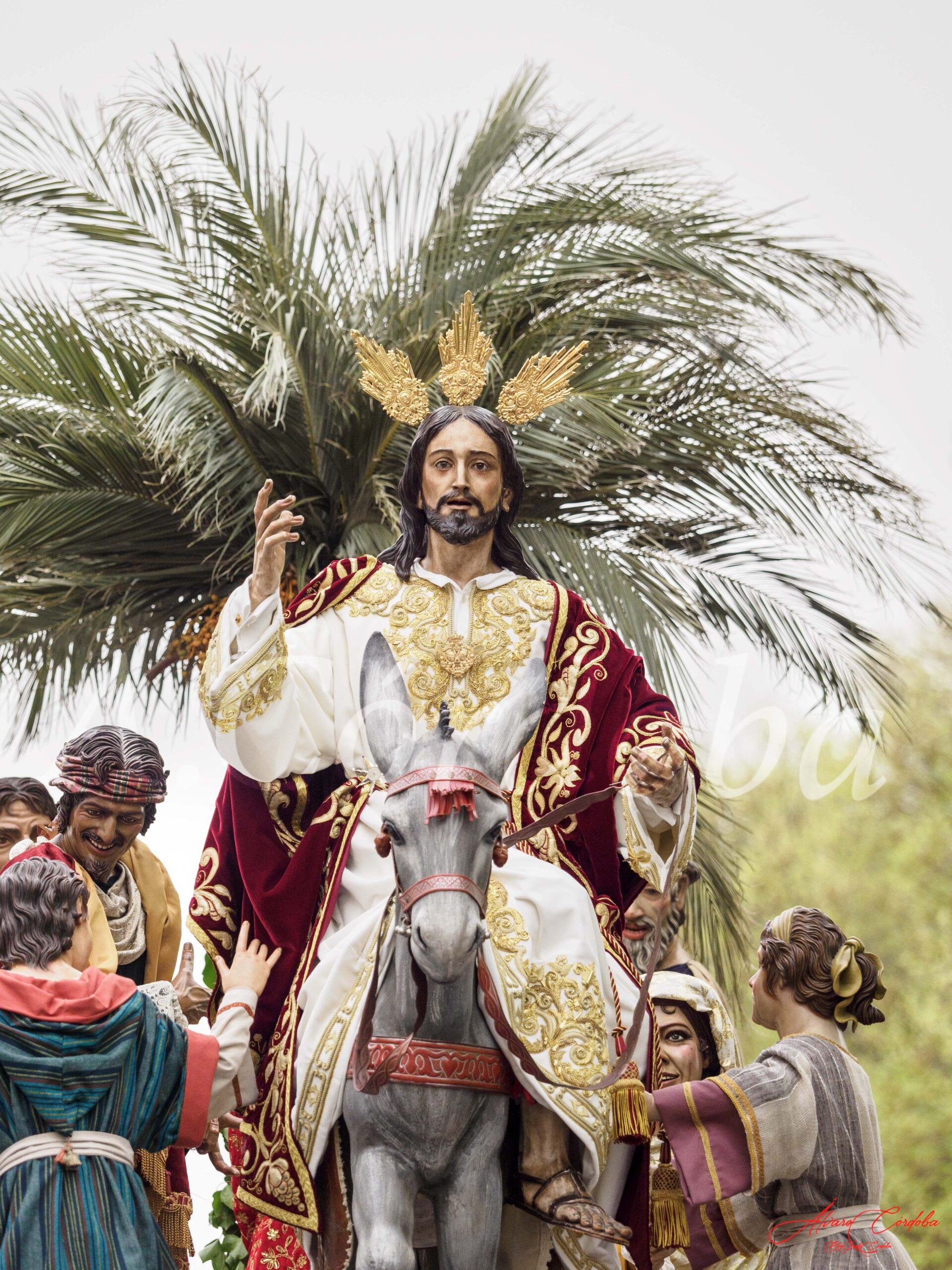
Nuestro Padre Jesús de los Reyes en su paso de misterio

Para su Estación de Penitencia desde la parroquia de San Juan y todos lo Santos, el señor procesionaba sobre un paso de pequeñas dimensiones con rocallas barrocas gruesas en madera y con cuatro jarrones para centros de flores. Tras la refundación de 1963 el señor procesionaba sobre un paso de dimensiones aun más pequeñas para que cupiera por la puerta del santuario de María Auxiliadora. Tras su traslado a San Lorenzo y su independencia de la Hermandad de Ánimas en 1982, el señor procesionó sobre un paso pequeño realizado en 1984 de corte y esteticismo barroco de rocallas gruesas y doradas sobre marcos de caoba, con ocho ángeles de madera policromada en las esquinas que portaban palmas u olivos, para Nuestro Padre Jesús de los Reyes, obra de Miguel Arjona Navarro. A partir de 1998 se realiza un nuevo paso de diseño y realización en madera que iba completamente dorado pero nunca se llevó a cabo debido a que, por prioridades de la conclusión de figuras del misterio y por cuestiones económicas de la hermandad, no pasó de la primera fase de carpintería. Junto a él, y desde el año 2007 se han ido incorporando nuevas imágenes secundarias hasta confeccionar el paso de misterio actual. Éstas son obra de Sebastián Montes, y siendo un total de 7 figuras: dos mujeres y dos niños hebreos, San Pedro, San Juan Evangelista y Santiago. Con el cambio de disposición en el paso llevada a cabo en el año 2016, la imagen del Señor de los Reyes se presenta en la delantera, dándole mucho más protagonismo, y situando al resto de imágenes dirigiendo su mirada hacia él.
El 31 de julio de 2022, siendo Hermano Mayor de la cofradía Víctor Martínez Pozo, se llevó a cabo una asamblea en los salones parroquiales de San Lorenzo Mártir en la que se presentó un nuevo diseño para el paso procesional del Nuestro Padre Jesús de los Reyes. El diseño corrió a cargo del artista cordobés Fernando Alcalá Morales, bajo una estética del rococó francés de pura influencia versallesca en las mallas rocallas, cartelas y faroles arbóreos; haciendo conexión entre una estética real y la advocación de la imagen. Fue el Domingo de Ramos de 2024 cuando la hermandad pudo estrenar la primera fase de carpintería del paso procesional. La talla de dicho paso, que corre a cargo del mismo diseñador, no se vislumbra con una fecha fija, sino que se irá realizando de manera progresiva en los años venideros.

### Nuestra Señora de la Palma

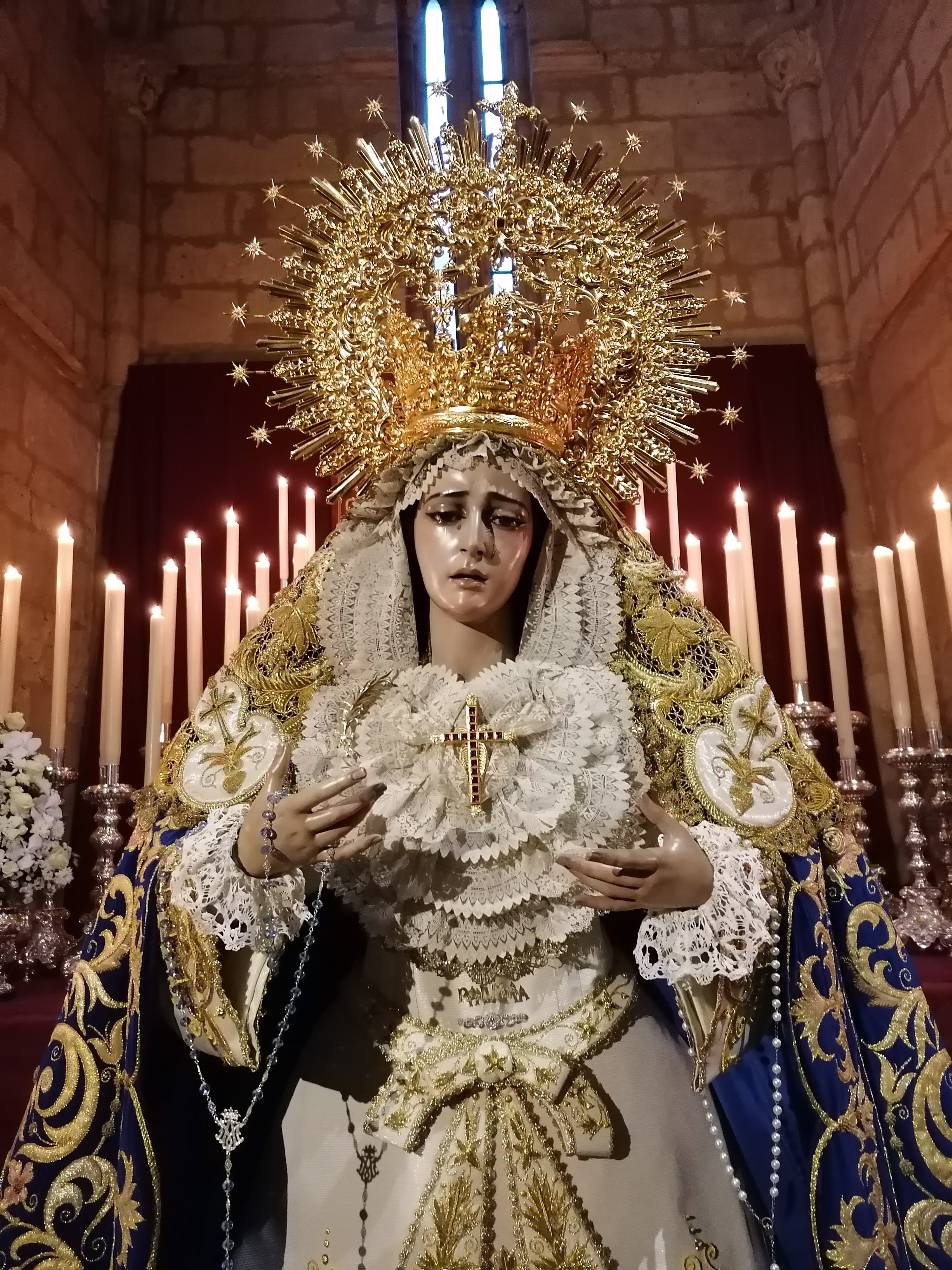
Nuestra Señora de la Palma.

La imagen de Nuestra Señora de la Palma es una obra de Francisco Romero Zafra, uno de los máximos representantes de la escuela cordobesa de imaginería, realizada en 1991. La historia de su llegada a la hermandad va de la mano del artista y devoto fraile capuchino Fray Ricardo de Córdoba. 
Francisco Romero Zafra realizó un año antes a la dolorosa María santísima del Rocío y Lágrimas, titular de la corporación del Perdón con sede en el convento del Buen Pastor de la capital cordobesa, y quiso realizar otra con aspecto semejante, aunque al final difirió en otra talla de pómulos menos marcados, una boca asemejando una sonrisa para matizar el drama, y ojos morenos algo más grandes, dando lugar a hechura de Nuestra Señora de la Palma. Francisco Romero Zafra solicitó ataviar la imagen a Fray Ricardo de Córdoba para que fuera fotografiada por José Aguilera Carmona en el antiguo estudio del artista, que en ese momento se situaba en la calle Obispo Fitero. Fray Ricardo la vistió con una saya en color verde y un manto blanco bordado en oro, cedidos por vecina hermandad de la Sangre con sede en el antiguo convento del Císter. Se cuenta que los feligreses que acudieron a contemplar la imagen quedaron tan embelesados de la talla que el propio Fray Ricardo pronunció: "Esta Virgen no debía viajar a ninguna otra parte que no fuese al seno de alguna hermandad cordobesa". Este hecho no era algo fácil debido a que en ese momento todas las corporaciones de la capital cordobesa, a excepción del Cristo de la Salud de la Hermandad del Vía Crucis, poseían ya una imagen de una dolorosa. 
Es en ese momento cuando Fray Ricardo llamó de madrugada al que era en ese momento Hermano Mayor de la corporación de la Entrada Triunfal en Jerusalén, José García Escribano-Acedo, para citarlo al día siguiente en el taller del imaginero sin conocer la talla que le esperaba y de la que se enamoró al instante. La talla fue adquirida para su domicilio particular, siendo bendecida allí el día de Cristo Rey de 1991 mediante una humilde eucaristía en la que estuvieron presentes el hacedor de la imagen Francisco Romero Zafra, su amigo y otro de los grandes representantes de la escuela cordobesa de imaginería Antonio Bernal Redondo, y un pequeño número de hermanos de la Entrada Triunfal. Permaneció en casa del Hermano Mayor hasta el 16 de junio de 1993 para ser llevada a la casa de Hermandad de la Entrada Triunfal, que en esos días se situaba a las espaldas de su sede de la parroquia de San Lorenzo, para ser expuesta en colores azul claro y blanco a los hermanos de la Cofradía. Este hecho fue el origen de la propuesta de cambio de titular mariana para la procesión del Domingo de Ramos, que fue bastante polémica en el seno de la hermandad ya que se encontraba como titular mariana la imagen de María Santísima de la Victoria. Apenas dos días después el párroco de San Lorenzo, director espiritual de la Hermandad y consiliario de la Agrupación de Cofradías, Antonio Gil, preside el histórico cabildo extraordinario que acabó con la aprobación mayoritaria por parte de la Asamblea de Hermanos para que la Virgen de la Palma se incorporarse como titular de la corporación.
El 9 de octubre de 1993 la Virgen de la Palma protagonizó un rosario vespertino que la condujo desde el Santuario de María Auxiliadora, enclave íntimamente ligado a la historia de la Hermandad de la Borriquita, hasta su actual hogar, vestida con una saya azul bordada en oro y un manto blanco, entronizada en una sencillas parihuelas. Semanas después, el 8 de diciembre, coincidiendo con la festividad de la Inmaculada Concepción, Antonio Gil, acompañado de Fray Ricardo de Córdoba, le impuso la corona de Ramón León Peñuelas, concluyendo la ceremonia con su primer besamanos. Los días siguientes, la Hermandad consagró en su honor un Triduo de Acción de Gracias que supuso el primer culto que la Hermandad de la Entrada Triunfal dedicó a su dolorosa, convirtiéndose de este modo en el emotivo comienzo de un camino que culminó con la primera salida procesional de la Virgen de la Palma y la definitiva incorporación el Domingo de Ramos de 1994 a la Semana Santa de Córdoba.
La imagen fue llevada a restaurar en el año 2004 al taller del mismo imaginero que la hizo, Don francisco Romero Zafra, logrando una esbeltez más acentuada en su rostro y otorgándole una de las mejores policromías que el imaginero ha realizado en toda su carrera junto a la imagen de la virgen de la Victoria de esta misma localidad cordobesa en 1999, la virgen de Las Aguas de Guimar de Tenerife en 2006, o la virgen de la Consolación de Betis de Filipinas en 2019.
Entre su ajuar de salida, destaca su saya de color azul pavo real, diseñada por el propio Fray Ricardo y con bordados en oro de Antonio Villar en 1996. La corona, de alpaca sobredorada, es de Ramón León Peñuelas (1994).
Su paso de palio se compone de piezas de orfebrería en alpaca plateada, con varales de Juan Angulo (1950), respiraderos de los hermanos Lama (1991), candelería (1994) de 68 piezas y peana (1996) de Ramón León. El palio está realizado en terciopelo azul, con bordados en oro de Piedad Muñoz (1994) en las bambalinas y diseño de Fray Ricardo de Córdoba. En 2016, el techo de palio fue sustituido por uno realizado en malla de oro y terciopelo, con pinturas en las esquinas de los cuatro Evangelistas, y las Murallas de Jerusalén en la gloria central. Todo ello, obra de Juan Manuel Ayala. En la calle central de la candelería está entronizada una reproducción en miniatura de la Virgen del Rocío (1989).

### María Santísima de la Victoria

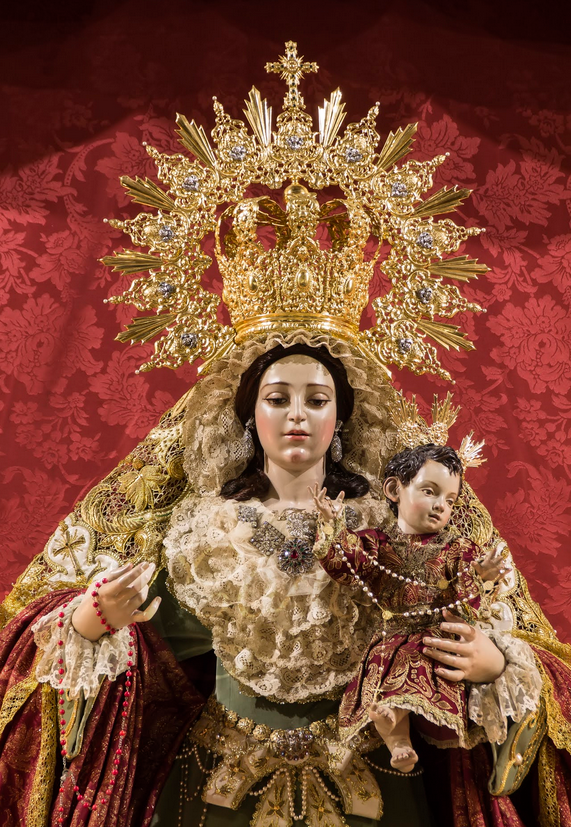
María Santísima de la Victoria.

La imagen mariana de María Santísima de la Victoria, una talla anónima fechada en el siglo XVIII, representa un ejemplo singular del arte religioso vinculado a la ciudad de Córdoba, a pesar de que su origen y trayectoria histórica aún se encuentran envueltos en un considerable grado de incertidumbre. Incorporada a la Hermandad durante los años ochenta del siglo XX, fue objeto de una intervención restauradora a cargo del escultor e imaginero cordobés Miguel Arjona, un hecho que marcó el inicio de su vinculación oficial como Titular Mariana de la corporación. En este contexto, la imagen adquirió un lugar preeminente, procesionando bajo palio desde el Domingo de Ramos de 1986 hasta 1994. Sin embargo, tras la incorporación de Nuestra Señora de la Palma como nueva Titular procesional, esta talla fue relegada de su papel principal en el cortejo penitencial, lo que dio pie a una reconfiguración tanto de su uso litúrgico como de su simbología devocional. En este proceso de resignificación, la Hermandad encomendó al imaginero Francisco Romero Zafra la ejecución de una escultura de un Niño Jesús, concebido para ser portado en los brazos de la Virgen, configurando de este modo un carácter letífico para la talla.
El origen de esta imagen ha despertado el interés de historiadores e investigadores debido a su condición enigmática. Recientes hipótesis han relacionado su procedencia con el desaparecido Convento de los Mínimos, conocido originalmente como Convento de las Huertas y, posteriormente, bajo la advocación de Nuestra Señora de la Victoria. Este cambio nominativo responde a una decisión de los Reyes Católicos, quienes, durante una de sus prolongadas estancias en Córdoba, decidieron atribuir el nombre en honor a su devoción personal por la Virgen de la Victoria, una advocación que también adquirió relevancia en otros territorios de la monarquía hispánica. El convento, ubicado en los terrenos que hoy ocupan los Jardines de la Victoria, habría albergado la imagen a partir del siglo XVIII, siendo esta posiblemente una donación u obra concebida en el contexto de la pujanza de la platería y la imaginería local en esa época.
El declive del convento y la dispersión de su patrimonio deben contextualizarse en el marco de la exclaustración de 1835-1836, que afectó profundamente al tejido religioso-artístico de la ciudad. La venta del recinto por parte de Francisco García Hidalgo, tras haberlo adquirido tras la exclaustración, y su posterior demolición en 1867 ordenada por el Ayuntamiento, señalan hitos que contribuyeron a la pérdida de trazabilidad de muchas piezas asociadas al antiguo convento, incluyendo esta talla. Sin embargo, el redescubrimiento y posterior integración de esta imagen en el contexto de la Hermandad durante el siglo XX sugiere un intento de reintegrar al patrimonio devocional cordobés un vestigio significativo de su pasado religioso, ya que comenzó a procesionar en el cortejo tras Nuestro Padre Jesús de los Reyes.
En la actualidad, la Hermandad reserva para esta imagen un triduo solemne que tiene lugar cada mes de septiembre, manteniendo vivo el vínculo entre la talla y la comunidad de fieles. Este acto, que en épocas recientes llegó a culminar con una salida procesional, pone de manifiesto la capacidad de las cofradías para resignificar y revitalizar imágenes históricas, adaptándolas a las transformaciones litúrgicas y culturales. En este sentido, la incorporación del Niño Jesús portado por la Virgen puede interpretarse como una operación de actualización simbólica, acorde con el carácter letífico que la Hermandad ha decidido conferir a esta pieza. La transición de su función, de un protagonismo procesional a un papel más íntimo y contemplativo, evidencia no solo el dinamismo del culto mariano en Córdoba, sino también la flexibilidad inherente a las hermandades como agentes vivos de la religiosidad popular, ya que en años anteriores los cultos concluían con una procesión.
En suma, esta talla anónima del siglo XVIII constituye un testimonio tangible del rico patrimonio histórico-artístico de Córdoba, pero también del papel de las cofradías en la conservación y resignificación de dicho patrimonio. Si bien aún queda por esclarecer el contexto de su creación y su historia temprana, su inclusión en el ámbito devocional contemporáneo subraya la relevancia de los estudios históricos y artísticos como herramientas fundamentales para profundizar en el conocimiento del legado material y espiritual de la ciudad. En este sentido, esta talla se erige no solo como objeto de culto, sino como una pieza cargada de significados históricos que aguardan ser completamente desentrañados mediante futuras investigaciones.

## Música
- Paso de misterio de Nuestro Padre Jesús de los Reyes: Banda de Cornetas y Tambores de Nuestro Padre Jesús Caído y Ntra Sra de la Fuensanta de Córdoba.

- Paso de palio de Nuestra Señora de la Palma: Banda Sinfónica de Dos Torres (Córdoba).

### Patrimonio Musical
- Soleares por San Lorenzo, escrito por Raúl Castro García.
- Jesús de Nazaret.
- El Profeta, de Francisco Camacho Roldán.
- Al Rey de Reyes, compuesta por Francisco Camacho Roldán.
- Palma, de José Carlos Archilla Luque.
- Luz de la Mañana, de José Carlos Archilla Luque.

## Recorrido
SALIDA (10:00), Plaza de San Lorenzo, Arroyo de San Lorenzo, Ronda de Andújar, Alfonso XII, Plaza de San Pedro, Don Rodrigo, Lineros, Lucano, Plaza Cruz del Rastro, Ronda de Isasa (Rivera), Plaza del Triunfo, Torrijos, Cardenal Herrero, Patio de los Naranjos, Catedral, Patio de los Naranjos, Plaza de Santa Catalina, Magistral González Francés, Cardenal González, Cruz del Rastro, San Fernando, Diario Córdoba, Capitulares, San Pablo, Plaza de San Andrés, Realejo, Santa María de Gracia, Plaza de San Lorenzo.
ENTRADA (15:45)

## Paso por la Carrera Oficial
| Predecesor: - | Orden de entrada en la carrera oficial (Domingo de Ramos) Primer lugar | Sucesor: Las Penas de Santiago |